# Temporada de huracanes del Pacífico de 1988
Se denomina Temporada de huracanes del Pacífico de 1988, al período comprendido entre 15 de mayo de 1988 y 30 de noviembre de 1988, inaugurada por el ciclón Aletta y clausurada por Miriam, anteriormente llamado huracán Joan, cuyo origen surgió en el Océano Atlántico y, tras cruzar América Central, se disipó en el Pacífico Oriental. 
Esta temporada produjo 23 depresiones tropicales, 15 de las cuales alcanzaron la condición de tormenta tropical. 7 de ellas crecieron hasta la condición de huracán, tres de los cuales se convirtieron en grandes huracanes. La tormenta más fuerte de la temporada, el huracán Héctor, surgió el 30 de julio al sur de México y llegó a alcanzar rachas de viento de 230 km/h -la categoría 4- antes de disiparse, el 9 de agosto; sin llegar a tocar tierra. La tormenta tropical Gilma fue el único ciclón de la temporada en llegar a tierra firme, atravesando las islas hawaianas, provocando numerosos desperfectos. 

## Actividad de la temporada
El total de la actividad tropical de la temporada estaba por debajo de la media. Hubo 13 ciclones en el Pacífico Oriental, así como dos en la Central. De los 15 ciclones, solamente uno atravesó el Océano Atlántico hasta el Pacífico, y otro se trasladó desde el Pacífico Central hacia el Pacífico Occidental. En el Pacífico Oriental, hubo siete ciclones, llegando a convertirse en tormentas tropicales, y seis huracanes, dos de los cuales llegaron a alcanzar la categoría 3 en la escala Saffir-Simpson.
La tormenta tropical Gilma fue la única que llegó a tomar tierra de toda la temporada, en las Islas de Hawái, causando importantes precipitaciones. Lo inusual de Gilma reside en el punto geográfico elegido para tomar tierra, ya que habitualmente, los huracanes que surgen en el Pacífico Oriental aterrizan en la costa mexicana. Por otra parte, el Huracán Uleki, fue catalogado como el más fuerte en la región del Pacífico Central durante la temporada, causando dos ahogamientos en Oahu e intenso oleaje. La tormenta tropical Miriam, la última tormenta de la temporada, formada como resultado del huracán Joan desde el Atlántico, y como resultado inundaciones en partes de América Central, debido a las fuertes lluvias.

## Tormentas
Cronología de la actividad tropical del Pacífico en 1988 en la temporada de huracanes

### Depresión tropical 1-E
La primera depresión tropical de la temporada se dio el 15 de junio, y fue una perturbación tropical organizada en el Pacífico oriental. Después de la formación, el seguimiento de la depresión al oeste-suroeste y la intensificación de perturbaciones debido a la salida de una gran perturbación de aire. El 16 de junio de fuerte convección con espiral de bandas desarrollado a lo largo de la depresión, aunque no de fortalecer aún más. Un sistema de baja presión al noroeste de la depresión en combinación con la tormenta tropical Aletta al noreste, se disipó el 18 de junio.

### Tormenta tropical Aletta
Una onda tropical se movió de la costa de África y avanzaba hacia el oeste a través del Océano Atlántico y el Mar Caribe , antes de cruzar América Central el 13 de junio y emergentes en las aguas cálidas del Pacífico al este el 14 de junio Poco después, las imágenes de satélite mostraron una buena parte superior -Nivel de salida, aunque se mantuvo la nube de bandas desorganizadas. El 16 de junio, la amplia circulación mejor organizado en el noreste de la sección, con el desarrollo de la convección profunda. Una depresión tropical se formó más tarde ese día cerca de 200 millas (320 kilómetros) al sureste de Acapulco , México . Se desarrolló aún más a medida que avanza hacia el norte, hacia la costa suroeste de México, y había organizado lo suficiente como para ser nombrado tormenta tropical Aletta el 17 de junio El ciclón deriva hacia el norte-noroeste durante las próximas 36 horas antes de girar hacia el oeste, paralela a la costa mexicana. La tormenta comenzó a perder su convección el 19 de junio y se debilitó a depresión tropical más tarde ese día. La depresión se debilitó aún más en una circulación de bajo nivel débil antes de disiparse el 21 de junio A pesar de Aletta se acercó al Acapulco zona de la costa mexicana, que no toque tierra. La porción de la costa afectada por Aletta recibió pesada precipitaciones ; informes no oficiales indican que una persona murió como resultado de la tormenta, y la tormenta produjo algunos daños debido a las lluvias y las inundaciones .

### Tormenta tropical Bud
Las imágenes de satélite detectó por primera vez una circulación de bajo nivel el 20 de junio, asociada con un poco de convección pesado, 200 millas (325 kilómetros) al sur de la México - Guatemala frontera, y se intensificó en una depresión tropical. El ciclón se movió al noroeste y luego al oeste-noroeste durante dos días. Un informe del viento 40 mph (65 km / h) de un barco el 21 de junio permitió que la depresión sea actualizado a la tormenta tropical Bud más tarde ese día. Para el día siguiente, la circulación de bajo nivel se alejó de su convección profunda, disipando cerca de Acapulco , México . Una parte de Bud restante sobre la tierra puede haber sido parte de la razón de la falta de un fortalecimiento del ciclón.

### Depresión tropical 4-E
Un sistema desarrollado en el Pacífico Oriental, y reforzada posteriormente en una depresión tropical el 1 de julio, cuando se obtiene una circulación de bajo nivel definido mejor. El centro fue expuesto, con poca convección en el lado noreste, frente a cortante en el aire. El sistema se movió hacia el noroeste, mientras que la cizalladura siguió moviendo la convección profunda del ciclón hacia el suroeste de su centro de circulación. La circulación carecía por completo de convección profunda tarde el 2 de julio, a pesar de que sigue teniendo un centro de bajo nivel bien definido. La depresión deriva lentamente hacia el norte, situada al sur de Baja California , antes de disiparse, al sur de la península el 4 de julio, sin circulación o convección profunda detectada. Una pequeña cantidad de lluvia asociada afectada Baja California , como el ciclón pasó cerca de la península. 

### Huracán Carlotta
Una onda tropical se movió frente a la costa occidental de África el 23 de junio, y durante los siguientes dos semanas, se trasladó a través de las aguas tropicales del Océano Atlántico y más tarde cruzó América Central. Se comenzó a desarrollar aún más cuando entró en el Océano Pacífico y se convirtió en una zona densa de la humedad y la nubosidad. La ola se convirtió en un disturbio el 8 de julio, y alcanzó el estado de la depresión tropical en la tarde del 8 de julio, al sur de México. Después de entrar en una zona favorable de aguas cálidas, la depresión se fortaleció a tormenta tropical Carlotta el 9 de julio Carlotta continuó desarrollándose, alcanzó su máxima intensidad, y se convirtió en huracán Carlotta el 11 de julio Durante la duración de la tormenta, era Carlotta no se considera un huracán, sin embargo después de resistencia postemporada de reanálisis de Carlotta se ha actualizado a la condición mínima de huracanes.  A medida que avanzaba en condiciones menos favorables que perdió fuerza y se debilitó a tormenta tropical el 12 de julio Carlotta comenzó a perder su convección profunda, y se debilitó a depresión tropical el 13 de julio mientras se movía hacia aguas más frías. Más tarde se trasladó al oeste-suroeste y se disipó el 15 de julio.

### Tormenta tropical Daniel
Una onda tropical se alejó de la costa del noroeste de África, el 4 de julio, y se movió a través de las regiones tropicales del Atlántico y el norte del Mar Caribe , sin la indicación del desarrollo. La perturbación tropical cruzó América Central el 14 de julio, y desde entonces hasta el 18 de julio, el movimiento hacia el oeste disminuyó, como la convección y la organización aumentaron sobre aguas cálidas. Se convirtió en una depresión tropical el 19 de julio, y en la tormenta tropical Daniel 600 millas (970 km) al suroeste del extremo meridional de Baja California el 20 de julio Un sistema de alta presión sobre el oeste de Estados Unidos y norte de México obligó a Daniel y una parte superior -level baja por caminos paralelos al oeste-noroeste. Daniel permaneció en general, la misma fuerza para los próximos días, alcanzando su máxima intensidad el 23 de julio Daniel declinó en una depresión tropical el 25 de julio y se disipó el 26 de julio.

### Tormenta tropical Emilia
El 15 de julio, una onda tropical abandona África y cruzó el Océano Atlántico. Se cruzó en el Océano Pacífico el 24 de julio, el desarrollo de la convección y la salida. El 27 de julio, se organizó en una depresión tropical frente a la costa suroeste de México. Continuando hacia el oeste, la actividad de tormenta fluctuó, y de desarrollo lento, se intensificó en la tormenta tropical Emilia el 29 de julio La tormenta alcanzó vientos máximos de 70 mph (110 km / h) el 30 de julio, a pesar de la cizalladura del viento y la interacción con la tormenta tropical Fabio cercana prevenir una mayor intensificación; la circulación de bajo nivel se encuentra a lo largo del borde noroeste de la convección profunda. Se convirtió desorganizado y difícil de localizar en las imágenes de satélite, y pronto la circulación se expuso a partir de las tormentas eléctricas. El 1 de agosto, Emilia se debilitó a depresión tropical el estado, y la noche del 2 de agosto de la última advertencia se emitió ya que el sistema se había vuelto muy desorganizado con la convección mínima. Sus restos fueron localizados en los próximos días, y aunque algunos de convección profunda regresó momentáneamente, la convección del sistema de pronto desapareció.

### Huracán Fabio
Una bien organizada ZCIT perturbación con la convección profunda organizada aún más en el noreste del Océano Pacífico el 28 de julio Se convirtió en una depresión tropical ese mismo día, mientras que 1.000 millas (1.600 km) al suroeste del extremo meridional de Baja California. La posición de la formación de Fabio fue mucho más al sur y al oeste de donde se forman la mayoría de los ciclones tropicales durante el mismo período de tiempo. La depresión se desplazó hacia el oeste, mientras que el fortalecimiento gradual y se convirtió en la tormenta tropical Fabio el 29 de julio se intensificó aún más en los próximos días y se intensificó en un huracán el 31 de julio El sistema aumentó su velocidad a medida que constantemente reforzada. Una cubeta se volvió la tormenta al oeste-noroeste de 3 de agosto. Estimaciones de satélite indicaron que Fabio alcanzó su intensidad máxima después, el 3 de agosto con un ojo bien definido con la convección muy profunda que lo rodea. El Centro de Huracanes del Pacífico Central emitió un aviso de tormenta tropical para la isla grande el 4 de agosto, debido a la amenaza a su vez al oeste-noroeste hacia ella. Sin embargo, la retirada de un canal más tarde volvió de nuevo a Fabio el oeste y el APS-I suspendió el aviso de tormenta tropical el 5 de agosto buenas condiciones de nivel superior de Fabio debilitaron más tarde y comenzaron a perder su convección en aguas más frías. Fabio rápidamente se debilitó y se debilitó en una tormenta tropical más tarde el 5 de agosto, y de nuevo a una depresión el 6 de agosto La depresión viró hacia el oeste-noroeste de nuevo el 8 de agosto, pero Fabio disipa el 9 de agosto Como el ciclón movido cerca de las hawaianas islas, las fuertes lluvias cayeron en toda la cadena, alcanzando un máximo de 18,75 en (476 mm), cerca de Papa'ikou en la isla de Hawái.

### Depresión tropical 9-E
Una depresión tropical se desarrolló en el Pacífico oriental el 28 de julio, prevé que ser absorbida por una muy estrecha cercana depresión, después de la tormenta tropical Gilma. La depresión se desplazó hacia el norte, aunque en condiciones desfavorables. El ciclón se debilitó como la depresión, al suroeste reforzarse aún más. Convección profunda Limited desarrolló con el sistema, aunque el ciclón continuó en condiciones desfavorables con cizallamiento. Visible imágenes de satélite más tarde mostró un sistema muy débil, y la tormenta se disipó el 29 de julio.

### Tormenta tropical Gilma
Una onda tropical que anteriormente se movió a través del Atlántico desde la costa noroeste de África, cruzó Centroamérica en el Pacífico el 17 de julio o el 18 de julio El 19 de julio, esta perturbación fue de 700 millas (1.125 kilómetros) al sureste de la desarrollo de la tormenta tropical Daniel . El sistema se movió hacia el oeste durante la semana siguiente, sin signos de intensificación. Sin embargo, el 26 de julio y el 27, el sistema parece estar fortaleciendo debido a un patrón de bandas. Para el 28 de julio, la convección se sometió a una mayor organización con un poco débil de alto flujo de salida en la tormenta. Se convirtió en una depresión tropical el 28 de julio, mucho más al oeste y luego tormentas del Pacífico más al este se desarrollan a. Para el día siguiente, el ciclón se mantuvo relativamente estacionaria, pero comenzó a fortalecerse sobre aguas cálidas. El 29 de julio la depresión fortaleció en la tormenta tropical Gilma, basado en imágenes de satélite. Intensificación limitada seguido, frente a cortante de alta en la tormenta. Se debilitó en una depresión tropical de nuevo el 30 de julio, debido a la debilidad representado en imágenes de satélite. Gilma luego se trasladó al oeste-noroeste a través del noreste del Pacífico. La depresión bordeó las islas de Hawái , pero se disipó cerca de Oahu el 3 de agosto En las islas de Hawái hubo ningún daño directo o muertes, aunque algunas lluvias se produjo en las islas.

### Huracán Hector
Una depresión tropical se formó el 30 de julio, mientras que a 400 millas (645 km) al sur de Acapulco , México . La depresión seguimiento al oeste-noroeste, convirtiéndose en tormenta tropical el 31 de julio Hector Su movimiento al oeste-noroeste continuó, debido a una zona de alta presión a su norte, y Héctor se intensificó en un huracán el 2 de agosto Basado en datos de satélite, el huracán se estima que ha alcanzado una intensidad máxima de 145 mph (235 km / h) el 3 de agosto; esto hizo que Hector un huracán de categoría 4 en la escala de huracanes de Saffir-Simpson , que fue la tormenta más fuerte de la temporada. Héctor comenzó a moverse hacia el oeste, el 5 de agosto y que ya había comenzado a debilitar. La tormenta continuó hacia el oeste aumentando su velocidad de avance. El 6 de agosto que había aparecido Héctor había fortalecido, pero constantemente debilitado después y finalmente se disipó el 9 de agosto, mientras que a 650 millas (1.045 km) al este de Hilo , Hawái . Hector no una amenaza a la tierra.

### Huracán Iva
Una ola que llegó por primera vez frente a la costa noroeste de África se movió a través del Atlántico, antes de entrar en el Pacífico Oriental el 4 de agosto La onda desarrollado por convección más organizado cuando entró en la región, y se convirtió en una depresión tropical el 5 de agosto, mientras que 165 millas (270 km) al sur de Oaxaca, México. Se convirtió en tormenta tropical el 6 de agosto Iva Iva convirtió en un curso oeste-noroeste y continuó fortaleciendo, antes de que se convirtió en un huracán el 7 de agosto, el ciclón se movió hacia el noroeste después de convertirse en un huracán, y los satélites estimación que alcanzó su máxima intensidad el 8 de agosto en el mismo Iva día pasó a menos de 50 millas (80 km) de la Isla Socorro . Vientos de 45 mph (70 km / h) se reportaron en la isla junto con lluvia moderada. La tormenta se movió a través de aguas más frías para el día siguiente, y comenzó a debilitarse. Iva se redujo en una tormenta tropical de nuevo el 9 de agosto y el 10 de agosto el ciclón perdió su convección profunda junto con la organización. Se intensificó en una depresión tropical de nuevo el 11 de agosto, y se trasladó al suroeste debido a una alta presión antes de disiparse el 3 de agosto Por razones desconocidas, Iva fue retirado de la lista de nombres de tormentas del Pacífico Oriental, pero era probablemente para evitar confusión con el huracán Iwa de la temporada del Pacífico de 1982, que fue a su vez se retiró debido a su daño en Hawái. El nombre fue sustituido por Ileana para el año 1994.

### Depresión tropical 13-E
Una depresión tropical se formó el 12 de agosto, con el movimiento hacia el oeste-noroeste. Se continuó hacia el oeste-noroeste, cerca de la circulación de la tormenta tropical Iva. La circulación de bajo nivel del ciclón se desplazó hacia el este de la convección profunda, y el sistema se trasladaron al noroeste. La depresión perdido gran parte de su convección más tarde el 13 de agosto, y que tenía un centro menos definido. El ciclón se volvió hacia el sur, y perdió su convección profunda asociada. Algunos de convección débil reconstruido cerca del centro, pero la depresión se disipó más tarde el 14 de agosto.

### Tormenta tropical John
Una perturbación que pasaba frente a la costa noroeste de África el 3 de agosto cruzó el Océano Atlántico, antes de entrar en el Pacífico. Una depresión tropical se formó en el Pacífico Oriental, el 16 de agosto de 150 millas (240 km) al suroeste de Manzanillo , México , con base en las estimaciones satelitales. El ciclón avanzaba lentamente hacia el noroeste, y la intensificación de la tormenta tropical John el 17 de agosto, menos de 24 horas después de su formación. John continuó al noroeste por un corto tiempo, antes de que el centro de bajo nivel de la circulación había sido expuesto. John degeneró en una depresión tropical el 18 de agosto debido a la falta de convección, hizo un bucle while menos de 100 millas (160 kilómetros) al sur de la punta sur de Baja California. Es poco se convirtió en un poco mejor organizado después de completar el bucle, el 20 de agosto, pero John se disipó el 21 de agosto, al suroeste de Baja California, debido a la cizalladura y aguas frías. Sus restos continuaron hacia el noroeste paralelo a la costa suroeste de Baja California. John no causó muertes ni daños reportados.

### Depresión tropical 15-E
El 26 de agosto, una perturbación al sur de Baja California organizados en la depresión tropical Quince-E. Inicialmente, el sistema se movía al noroeste hacia aguas más frías como la ubicación de la circulación de bajo nivel fue al suroeste de la convección profunda asociada con el ciclón. El centro se desvió hacia el este de la pequeña área de convección concentrada, y su intensidad se mantuvo estable. Se debilitó y se convirtió vagamente definido debido al nivel superior de la cizalladura del viento y la tormenta perdió toda su convección antes de disiparse y degenerar en un remolino de bajo nivel.

### Huracán Uleki
Hacia finales de agosto, la actividad tropical en la ITCZ sureste de las islas de Hawái comenzó a ser monitoreado. El 28 de agosto, esta perturbación tropical organizó en una depresión tropical, ya que estaba ubicado al sureste de la cerca de 800 millas (1.285 km) Big Island . Se intensificó a una tarifa justa, y la intensificación de la tormenta tropical Uleki al día siguiente. Se siguió fortaleciendo, y alcanzó intensidad de huracán el 31 de agosto que se movía lentamente al oeste-noroeste hasta corrientes conductoras colapsaron el 1 de septiembre ahora un huracán de categoría 3, Uleki superó lentamente hacia el norte hacia las islas de Hawái. Después de bucle, Uleki reanudó su camino hacia el oeste, el 4 de septiembre su estancamiento en el océano se había debilitado, y el huracán pasó a medio camino entre la isla de Johnston y French Frigate Shoals. Uleki cruzó la línea de fecha el 8 de septiembre Se volvió ligeramente hacia el norte y serpenteaba en los días abiertos del pacífico hasta que se disipó el 14 de septiembre.
Como Uleki derivó hacia las islas de Hawái, relojes de tormenta tropical fueron emitidas para Oahu, Kauai y Niihau el 3 de septiembre Además, las misiones de reconocimiento fueron trasladados al huracán. Uleki causó el fuerte oleaje en las islas de Hawái, que siendo su único efecto significativo. Esta fuerte oleaje inundó la pista de aterrizaje en el sureste de la isla de Midway , y produjo dos ahogamientos en Oahu. Diecinueve personas fueron rescatadas de fuerte oleaje, con olas de cinco a seis pies (1,5 a 1,8 metros), frente a las costas de las playas de Hawái.

### Huracán Kristy
Una onda tropical que pasó frente a la costa noroeste de África el 6 de agosto No desarrolló a medida que pasaba a través del Océano Atlántico, hasta el 19 de agosto, cuando se empezó a formar la convección. El 20 de agosto la perturbación se convirtió en depresión tropical Seis en la cuenca del Atlántico. Se pasa de las islas de sotavento hasta el centro del Caribe , hasta que se disipó el 23 de agosto cuando pasó sobre América Central, la perturbación tenía poca convección restante. Sin embargo, la convección asociado con el sistema comenzó a organizarse cuando entró en el Pacífico, y se fortaleció en una depresión tropical el 29 de agosto, cuando se encontraba a 300 millas (485 kilómetros) al sursureste de Acapulco, México . Ese mismo día, la depresión se intensificó en la tormenta tropical Kristy, basado en informes de buques de vientos de tormenta tropical. Kristy fortaleció en huracán el 31 de agosto, basándose únicamente en las imágenes de satélite. El huracán Kristy tuvo corta vida, sin embargo, y se debilitó a tormenta tropical el 2 de septiembre La cizalladura del este asociado con un anticiclón al sur de Baja California , lo que causó la convección de Kristy sea forzado al oeste del centro de bajo nivel del sistema, y por lo tanto debilita eso. Kristy aún más debilitado a depresión el 3 de septiembre, y las corrientes de dirección débiles permitió que el ciclón permanezca estacionaria el 4 de septiembre, debe pasar el día siguiente, y luego comenzó a moverse hacia el este. La depresión se disipó el 6 de septiembre, lo que debilita a un remolino de bajo nivel. Kristy causó fuertes lluvias e inundaciones en los estados de Chiapas y Oaxaca.
A pesar de que la tormenta pasó relativamente cerca de la costa, no hay avisos de ciclones tropicales y los relojes se solicitaron como la tormenta se mantuvo en alta mar. Sin embargo, Kristy producen fuertes lluvias e inundaciones en los estados de Chiapas y Oaxaca ; como resultado, varios ríos se desbordaron. Miles de turistas quedaron varados de las playas. Al menos 21 muertes fueron atribuidas a Kristy: 16 en Oaxaca y 5 en Chiapas. Más de 20.000 personas en el primero de ellos fueron evacuados de sus hogares; en consecuencia, un estado de emergencia fue declarado. Las bandas de lluvia outher de Kristy retrasaron el rescate de las víctimas de un avión de fabricación brasileña que se estrelló al oeste de la Sierra Madre Occidental cordillera. No hay cifras oficiales de daños fueron reportados por el gobierno mexicano.

### Depresión tropical 17-E
Los restos del huracán Debby se movieron sobre las zonas montañosas de México , pasando por el Pacífico desde la costa del Pacífico de México, cerca de Manzanillo. La perturbación se trasladó hacia el norte-noroeste y organizó en una depresión tropical el 6 de septiembre, justo al sur del Golfo de California. El ciclón se mantuvo estacionaria debido a débiles corrientes conductoras de bajo nivel, más tarde a la deriva al norte-noroeste con una superficie de convección profunda que causa la lluvia en la costa mexicana. Más tarde se trasladó al noroeste, con una exposición parcial del centro del sistema, y con un poco de esfuerzo cortante, aún afecta a ella. El ciclón continuó teniendo cizalla sobre el sistema, lo que provoca que no para fortalecer, y su movimiento se convirtió en casi estacionario. Después de permanecer inmóvil por más tiempo, el sistema disipa en forma de un remolino de bajo nivel.

### Depresión tropical 18-E
Una perturbación organizado, y con base en las imágenes de satélite se fortaleció en una depresión tropical el 12 de septiembre El centro de circulación se mantuvo en la franja oriental de su convección profunda y la tormenta avanzaba hacia el oeste o hacia el oeste-noroeste. El 13 de septiembre, la depresión se sometió a cizallamiento, mientras que su centro de circulación de bajo nivel tenía sólo una pequeña cantidad de convección profunda asociada a ella. El ciclón se convirtió en mal definido, y su movimiento se volvió estacionaria el 14 de septiembre La circulación de bajo nivel del sistema se mantuvo visible, a pesar de que se debilitó debido a la esquila. Poco convección profunda se mantuvo asociado con el sistema, y el ciclón se mantuvo estacionario. La depresión no tener convección restante y habiéndose convertido en una nube remolino de bajo nivel, se disipó el 15 de septiembre.

### Tormenta tropical Wila
Una depresión tropical se formó el 21 de septiembre como un área de convección profunda. El ciclón organizado lentamente, sin embargo, poco a poco a la deriva, en un principio al oeste y luego hacia el noroeste. Sin embargo, la depresión recurvó noreste, debido a una depresión. A medida que el ciclón se trasladó al noreste, el sistema fortalecido como indica una fuerza aérea avión de reconocimiento mostrando vientos de tormenta tropical. Por lo tanto, se intensificó en la tormenta tropical el 25 de septiembre de Wila Wila, sin embargo, se debilitó en un día, y por lo tanto se convirtió en una depresión tropical. La baja remanente de Wila produjo algunos fuertes lluvias sobre las islas de Hawái el 26 de septiembre y 27.

### Huracán Lane
Una ola movió hacia el oeste de la costa de África, pasó por el mar Caribe , y en el ZCIT del Pacífico oriental el 20 de septiembre El sistema desarrollado convección profunda organizada y fortalecida en una depresión tropical el 21 de septiembre, mientras que a 300 millas (485 km) al sureste de Acapulco , México . A medida que la circulación de bajo nivel organizada aún más en la depresión se intensificó en la tormenta tropical Lane, más tarde el 21 de septiembre carril desarrolló aún más con un patrón de flujo de salida de nivel superior, y el ciclón se convirtió en un huracán el 23 de septiembre Más tarde, el 23 de septiembre y el 24 de septiembre, un ojo apareció en las imágenes de satélite. A través del noroeste del carril perturbado su flujo de salida de nivel superior el 24 de septiembre La disminución de la convección y la pérdida de su ojo causada Lane para debilitar a tormenta tropical el 27 de septiembre, y en una depresión el 28 de septiembre Más tarde, el 28 de septiembre, el ciclón avanzó hacia aguas más frías y Lane perdió casi toda su convección profunda. Se debilitó en un remolino de bajo nivel, y Lane se disipó el 30 de septiembre del carril no causó víctimas ni daños reportados.

### Depresión tropical 20-E
Los restos de la cuenca del Atlántico Tormenta tropical Isaac se movieron en el Pacífico Oriental. Estos restos fueron sometidos a una mejor organización y fortalecerse en una depresión tropical de octubre 11 South de Baja California. fuerte cizalladura del viento vertical, hacia el suroeste afectados del ciclón, con el centro de la circulación posterior visto en el lado oeste de la cantidad disminución de la convección profunda. El sistema se mantuvo mal organizada y tenía problemas para fortalecer a esta organización pobres continua mientras se movía hacia el oeste. El sistema no pudo ser localizado en las imágenes satelitales y por lo tanto se disipó el 12 de octubre.

### Tormenta tropical Miriam
El huracán Joan sobrevivió al paso por América Central y penetró en el Pacífico, aunque muy debilitado. Siguiendo la política de la época, Joan pasó a denominarse Miriam.
Miriam trajo fuertes lluvias a partes de América Central. Inundaciones y deslizamientos de tierra aislada sucedieron, aunque las bajas y los informes de daños no están disponibles. 10.37 en (263 mm) de lluvia cayeron en Kantunilkin / Lázaro Cárdenas, México, como resultado de Miriam y la antigua Joan. de Guatemala puertos a lo largo de su Pacífico costa se cerraron y la gente en El Salvador fueron evacuadas de las zonas bajas debido a la tormenta. Miriam entonces se apartó de América Central y se debilitó a una depresión. La depresión sobrevivió durante más de una semana hasta que se disipó el 30 de octubre remanentes de la depresión tropical Miriam regeneran al día siguiente, y Miriam finalmente se disipó el 2 de noviembre.

## Nombres de las tormentas
Los siguientes nombres fueron usados para nombrar las tormentas que se formaron en el Pacífico Oriental en 1988. Es la misma lista usada para la Temporada de 1982, pero se agregaron los nombres de:Xavier, Yolanda y Zeke, que serán usados en el caso de que la lista de nombres de la A a la W se agoten. Esta lista será usada de nuevo en la Temporada de 1994, salvo lo nombre retirados, en esta temporada se usaron nombres del pacífico central en este caso fueron Uleki y Wila. Los nombres que no han sido usados en esta temporada están marcados con gris.
| - Aletta - Bud - Carlotta - Daniel - Emilia - Fabio - Gilma - Hector | - Iva - John - Kristy - Lane - Miriam - Norman (sin usar) - Olivia (sin usar) - Paul (sin usar) | - Rosa (sin usar) - Sergio (sin usar) - Tara (sin usar) - Vicente (sin usar) - Willa (sin usar) - Xavier (sin usar) - Yolanda (sin usar) - Zeke (sin usar) |

### Nombres retirados
- En primavera de 1989 la Organización Meteorológica Mundial retiro un nombre de la lista: Iva, el cual fue sustituido por Ileana en la temporada 1994.